# 2012 (pel·lícula)
2012 és una pel·lícula de ciència-ficció, dirigida per Roland Emmerich (que també ha dirigit altres pel·lícules com 10,000 BC, Godzilla, El dia de demà, Independence Day). La seua estrena als Estats Units estava originalment prevista per al 10 de juliol de 2009, però es va posposar fins al 13 de novembre del mateix any.

## Argument
La Terra és destruïda en l'any 2012, com ho preveia el calendari maia. La història comença amb suïcidis massius de persones que es regien pel calendari maia per tota l'Amèrica del Sud. Els governs de tots els països saben que la teoria del calendari maia és certa, que està científicament demostrada, per això volen salvar un nombre limitat de persones perquè continue la vida en La Terra després del desastre construint (des de fa més de 20 anys) unes naus/vaixells en els pics de l'Himàlaia. Tot açò es gestiona mitjançant el IHC (Institute for Human Continuity), una organització secreta que assegura la continuïtat de l'espècie humana sobre el planeta terra.
El principi de la fi del món comença quan, al Parc Nacional de Yellowstone, explota un volcà gegantí que cobreix gran part dels Estats Units sota les cendres, alhora que centenars de volcans entren en erupció per tot el planeta. Grans terratrèmols sacsegen tot el món i les plaques tectòniques comencen a desestabilitzar-se, ocasionant la major onada de tsunamis de la història del planeta Terra. Els Jocs Olímpics de 2012 a Londres són cancel·lats pel caos imminent. Los Angeles és destruïda i engolida per la mar a causa del trencament de les plaques tectòniques i una onada de terratrèmols que també ensorren l'Obelisc de Buenos Aires. Roma és destruïda, també per un terratrèmol, amb la Basílica de Sant Pere i El Vaticà. Rio de Janeiro veu com el Crist Redemptor s'ensorra, i així moltes altres grans ciutats del món.
La història és protagonitzada per Jackson Curtis, un escriptor divorciat i la seua exdona, Kate, la qual ha refet la seua vida i viu amb els dos fills del matrimoni trencat.

## Repartiment
- John Cusack com a Jackson Curtis, un escriptor divorciat que acostuma a treballar de xòfer de limusines
- Amanda Peet com a Kate, l'exdona de Jackson
- Thomas McCarthy com a Gordon, actual nuvi de Kate i cirurgià plàstic
- Danny Glover com el president Wilson, dels Estats Units
- Thandie Newton com a Laura Wilson, la filla del president Wilson
- Oliver Platt com a Carl Anheuser, el secretari d'estat del president Wilson
- Chiwetel Ejiofor com a Adrian Helmsley, científic
- Woody Harrelson com a Charlie Frost, un home que profetitza la fi del món
- Ng Chin Han com a Lin Pang, un treballador al Tibet
- Morgan Lily com a Lilly Curtis, filla de Jackson i Kate

## Banda Sonora
- "Afreen Afreen" - Nusrat Fateh Ali Khan - Escrit per Javed Akhtar i Nusrat Fateh Ali Khan
- "Minueto" - String Quintet In E Major, Op. 11 No. 5
- "Will the Circle Be Unbroken" - The Nitty Gritty Dirt Band - Escrit per A.P. Carter
- "Can I Call You Baby" - The Pearls - Escrit per James Davis
- "It Ain't the End of the World" - Escrit per Harald Kloser, Thomas Wanker i Matt Charman
- "Time For Miracles" - Adam Lambert - Escrit per Alain Johannes i Natasha Schneider
- "Fades Like a Photograph" - Escrit per Richard Patrick, Harald Kloser i Thomas Wanker

## Promoció
La promoció de la pel·lícula començà amb la publicació a la xarxa d'un tràiler de prova per a 2012, que ens mostra un tsunami per sobre les muntanyes de l'Himàlaia amb un missatge: "Els governs del món no ens havien preparat al poble per a la fi del món", i finalitza amb un altre missatge al públic perquè "esbrinen la veritat" cercant 2012 a la xarxa. El diari anglès The Guardian va criticar el mètode publicitari com una cosa "profundament perjudicial".
Més tard el film continuà la seua promoció amb una campanya de màrqueting viral (al més pur estil de Cloverfield) mitjançant la publicació del web d'una organització fictícia anomenada "Institute for Human Continuity" (Institut per a la Continuïtat Humana). Aquesta organització portava treballant, suposadament, des de feia 25 anys en la seua tasca de salvament de l'espècie humana i assegurava que la destrucció del planeta estava comprovada científicament. El web mostrava un missatge que deia: "Els maies ho van profetitzar, la ciència ho ha confirmat i els governs no ens han dit ni una sola paraula".
En el web, els internautes podien registrar-se per a rebre un número per a una loteria en la qual els guanyadors formarien part del xicotet grup de gent que seria rescatada de la destrucció global.

## Curiositats
Aquesta és la segona pel·lícula on apareix un president de color després de Deep Impact, ambdues pel·lícules de catàstrofes, assemblant-se així el film a la realitat actual. També apareix un senador de Califòrnia amb una semblança extraordinària a l'actual governador d'aquest estat, Arnold Schwarzenegger.
En una entrevista amb Roland Emmerich, aquest afirmà que pensava incloure l'ensorrament o destrucció de la Kaaba, pero que el seu coguionista no li ho va permetre, tot advertint-lo de la possibilitat de provocar una fàtua. Tot i això molts símbols del cristianisme són destruïts a la pel·lícula, com una Basílica de Sant Pere plena de fidels.

## Sèrie televisiva
En declaracions a la revista Entertainment Weekly, Emmerich confirmà que una sèrie de televisió basada en la pel·lícula estava posant-se en marxa. La sèrie serà com una seqüela de la pel·lícula i està previst que s'enfoque en un grup de supervivents en l'any 2013.